# (566) Stereoskopia
(566) Stereoskopia ist ein Asteroid des Hauptgürtels, der am 28. Mai 1905 vom deutschen Astronomen Paul Götz in Heidelberg entdeckt wurde. 
Der Asteroid wurde nach einem optischen Gerät, dem Stereoskop, benannt.